# 67ª Mostra internazionale d'arte cinematografica di Venezia
La 67ª edizione della Mostra internazionale d'arte cinematografica ha avuto luogo a Venezia, Italia, dal 1º settembre all'11 settembre 2010.
La madrina della rassegna è stata l'attrice italiana Isabella Ragonese.

## Le giurie
Le giurie internazionali della 67ª Mostra internazionale d'arte cinematografica di Venezia sono state composte da:

### Giuria della sezione ufficiale
- Quentin Tarantino (regista e sceneggiatore, Stati Uniti d'America) - Presidente
- Guillermo Arriaga (scrittore, sceneggiatore e regista, Messico)
- Ingeborga Dapkūnaitė (attrice, Lituania)
- Arnaud Desplechin (regista e sceneggiatore, Francia)
- Danny Elfman (compositore, Stati Uniti d'America)
- Luca Guadagnino (regista e sceneggiatore, Italia)
- Gabriele Salvatores (regista e sceneggiatore, Italia)

### Giuria della sezione "Orizzonti"
- Shirin Neshat (artista, regista, Iran) - Presidente
- Raja Amari (regista, Tunisia)
- Lav Diaz (regista, Filippine)
- Alexander Horwath (critico cinematografico, Austria)
- Pietro Marcello (regista, Italia)

### Giuria del "Premio Venezia Opera Prima Luigi De Laurentiis"
- Fatih Akın (regista, Germania) - Presidente
- Nina Lath Gupta (produttrice, India)
- Stanley Kwan (regista, Cina)
- Samuel Maoz (regista, Israele)
- Jasmine Trinca (attrice, Italia)

### Controcampo Italiano
- Valerio Mastandrea (attore, Italia) - Presidente
- Susanna Nicchiarelli (regista, Italia)
- Dario Edoardo Viganò (docente, Italia)

### Persol 3-D
- Shimizu Takashi (regista, sceneggiatore, Giappone) - Presidente
- Jim Hoberman (critico cinematografico, Stati Uniti d'America)
- David Zamagni (regista, Italia)

## Sezioni principali

### Film in concorso
Concorso internazionale di lungometraggi in 35 mm e in digitale, proiettati in anteprima mondiale, in gara per il Leone d'Oro.
- Attenberg di Athina Rachel Tsangari (Grecia)
- Ballata dell'odio e dell'amore (Balada triste de trompeta) di Álex de la Iglesia (Spagna/Francia)
- La versione di Barney (Barney's Version) di Richard J. Lewis (Canada/Italia)
- Il cigno nero (Black Swan) di Darren Aronofsky (Stati Uniti d'America) (film d'apertura)
- Venere nera (Vénus noire) di Abdel Kechiche (Francia)
- Detective Dee e il mistero della fiamma fantasma (Dí Rénjié Zhī Tōngtiān Dìguó) di Tsui Hark (Cina/Hong Kong)
- Drei di Tom Tykwer (Germania)
- Essential Killing di Jerzy Skolimowski (Polonia/Norvegia/Ungheria/Irlanda)
- Amore facciamo scambio? (Happy Few) di Antony Cordier (Francia)
- La passione di Carlo Mazzacurati (Italia)
- La pecora nera di Ascanio Celestini (Italia)
- La solitudine dei numeri primi di Saverio Costanzo (Italia)
- Meek's Cutoff di Kelly Reichardt (Stati Uniti d'America)
- Miral di Julian Schnabel (Gran Bretagna/Israele/Francia)
- Noi credevamo di Mario Martone (Italia/Francia)
- Norwegian Wood di Anh Hung Tran (Giappone)
- Post Mortem di Pablo Larraín (Cile/Messico/Germania)
- Potiche - La bella statuina (Potiche) di François Ozon (Francia)
- Promises Written in Water di Vincent Gallo (Stati Uniti d'America)
- Road to Nowhere di Monte Hellman (Stati Uniti d'America)
- Silent Souls (Ovsyanki)di Aleksei Fedorchenko (Russia)
- Somewhere di Sofia Coppola (Stati Uniti d'America)
- 13 assassini (Thirteen Assassins) di Takashi Miike (Giappone/Gran Bretagna)
- I dannati di Jiabiangou (Jiabiangou) di Wang Bing (Cina) (film sorpresa)

### Film fuori concorso
- 1960 di Gabriele Salvatores (Italia)
- A Letter to Elia di Martin Scorsese (Stati Uniti d'America)
- All Inclusive 3D di Nadia Ranocchi e David Zamagni (Italia)
- Dante Ferretti: production designer di Gianfranco Giagni (Italia)
- Fuga da Hollywood di Dennis Hopper (Stati Uniti d'America)
- Gorbaciof - Il cassiere col vizio del gioco di Stefano Incerti (Italia)
- Joaquin Phoenix - Io sono qui! (I'm Still Here) di Casey Affleck (Stati Uniti d'America)
- L'ultimo Gattopardo: Ritratto di Goffredo Lombardo di Giuseppe Tornatore (Italia)
- La prima volta a Venezia di Antonello Sarno (Italia)
- Legend of the Fist: The Return of Chen Zhen di Andrew Lau (Hong Kong/Cina) (Film d'apertura)
- Lope di Andrucha Waddington (Spagna/Brasile)
- Machete di Robert Rodriguez (Stati Uniti d'Americai)
- Niente paura - Come eravamo, come siamo e le canzoni di Ligabue di Piergiorgio Gay (Italia)
- Notizie degli scavi di Emidio Greco (Italia)
- Passione di John Turturro (Italia)
- Raavan di Mani Ratnam (India)
- La congiura della pietra nera (Reign of Assassins) di John Woo e Su Chao-Bin (Cina)
- Sei Venezia di Carlo Mazzacurati (Italia)
- Showtime di Stanley Kwan (Cina)
- Sorelle Mai di Marco Bellocchio (Italia)
- Surviving Life (Theory and Practice) di Jan Švankmajer (Repubblica Ceca)
- That Girl in Yellow Boots di Anurag Kashyap (India)
- The Child's Eye 3D di Oxide Pang Chun e Danny Pang (Cina/Hong Kong)
- The Shock Labyrinth 3D di Takashi Shimizu (Giappone)
- The Tempest di Julie Taymor (Stati Uniti d'America) (Film di chiusura)
- The Town di Ben Affleck (Stati Uniti d'America)
- Vallanzasca - Gli angeli del male di Michele Placido (Italia)
- Vittorio racconta Gassman, una vita da mattatore di Giancarlo Scarchilli (Italia)
- Zebraman di Takashi Miike (Giappone)
- Zebraman 2: Attack on Zebra City di Takashi Miike (Giappone)

### Orizzonti
- A espada e a rosa di João Nicolau (Portogallo/Francia)
- Anti Gas Skin di Kim Gok e Kim Sun (Corea del Sud)
- Caracremada di Lluis Galter (Spagna)
- Cold Fish di Sion Sono (Giappone)
- Dharma Guns di François-Jacques Ossang (Francia/Portogallo)
- El Sicario Room 164 di Gianfranco Rosi (Francia/Italia)
- Guest di José Luis Guerín (Spagna)
- Jean Gentil di Laura Amelia Guzman e Israel Cardenas (Repubblica Dominicana/Messico/Germania)
- La belle endormie di Catherine Breillat (Francia) (Film d'apertura)
- Malavoglia di Pasquale Scimeca (Italia)
- Nainsukh di Amit Dutta (India/Svizzera)
- News from Nowhere di Paul Morrissey (Stati Uniti d'America)
- Oki's Movie di Hong Sang-soo (Corea del Sud) (Film di chiusura)
- Per questi stretti morire (ovvero cartografia di una passione) di Giuseppe M. Gaudino e Isabella Sandri (Italia)
- Reconstructing Faith di Huang Wenhai (Cina)
- Robinson in Ruins di Patrick Keiller (Gran Bretagna)
- The Forgotten Space di Noël Burch e Allan Sekula (Paesi Bassi/Austria)
- The Nine Muses di John Akomfrah (Gran Bretagna/Ghana)
- Verano de Goliat di Nicolás Pereda (Messico/Canada)
- When We Were Communists di Maher Abi-Samra (Libano/Francia/Arabia Saudita)
- Zelal di Marianne Khoury e Mustafa Hasnaoui (Egitto/Francia)

### Controcampo italiano
- Una donna - A Woman di Giada Colagrande (Stati Uniti d'America/Italia)
- Flaiano: Il meglio è passato di Giancarlo Rolandi e Steve Della Casa (Italia) (Fuori concorso)
- Fughe e approdi di Giovanna Taviani (Italia) (Fuori concorso)
- I baci mai dati di Roberta Torre (Italia) (Film d'apertura)
- Il loro Natale di Gaetano di Vaio (Italia) (Fuori concorso)
- Il primo incarico di Giorgia Cecere (Italia)
- Into Paradiso di Paola Randi (Italia)
- Ma che storia di Gianfranco Pannone (Italia)
- Se hai una montagna di neve, tienila all'ombra di Elisabetta Sgarbi e Eugenio Lio (Italia) (Fuori concorso)
- Tajabone di Salvatore Mereu (Italia) (Fuori concorso)
- Tarda estate di Antonio Di Trapani e Marco De Angelis (Italia) (Fuori concorso)
- 20 sigarette di Aureliano Amadei (Italia)
- Ward 54 di Monica Maggioni (Italia/Stati Uniti d'America) (Fuori concorso)

## Sezioni autonome e parallele

### Settimana Internazionale della Critica
In concorso
- Angèle e Tony (Angèle et Tony) di Alix Delaporte (Francia)
- Beyond, di Pernilla August (Svezia)
- Hai paura del buio di Massimo Coppola (Italia)
- Hora proelefsis di Syllas Tzoumerkas (Grecia)
- Martha di Marcelino Islas (Messico)
- Naomi di Eitan Zur (Israele-Francia)
- Oca di Vlado Skafar (Slovenia)

Fuori Concorso
- Notte italiana di Carlo Mazzacurati (Italia) (Film d'apertura - Evento speciale)
- Limbunan di Gutierrez Mangansakan II (Filippine) (Film di chiusura)

### Giornate degli Autori
Selezione ufficiale
- La vida de los peces di Matías Bize (Cile)
- Le bruit des glaçons di Bertrand Blier (Francia)
- Et in terra pax di Matteo Botrugno e Daniele Coluccini (Italia)
- Notre étrangère di Sarah Bouyain (Burkina Faso/Francia)
- L'amore buio di Antonio Capuano (Italia)
- Pequeñas voces di Jairo Eduardo Carrillo e Oscar Andrade (Colombia)
- The Happy Poet di Paul Gordon (Stati Uniti d'America)
- Noir Ocean di Marion Hänsel (Belgio/Francia/Germania)
- Cirkus Columbia di Danis Tanović (Francia/Gran Bretagna/Germania/Slovenia/Belgio/Serbia/Bosnia ed Erzegovina)
- La donna che canta (Incendies) di Denis Villeneuve (Canada)
- Cielo senza terra di Giovanni Davide Maderna e Sara Pozzoli (Italia)
- Cogunluk di Seren Yüce (Turchia)

Ritratti e paesaggi italiani
- La vita al tempo della morte di Andrea Caccia (Italia)
- Il sangue verde di Andrea Segre (Italia)
- Lisetta Carmi, un'anima in cammino di Daniele Segre (Italia)
- Scena del crimine di Walter Stokman (Paesi Bassi)

Spazio aperto
- Hitler à Hollywood di Frédéric Sojcher (Belgio/Francia)
- Capo Dio Monte di Pappi Corsicato (Italia)
- La svolta. Donne contro l'Ilva di Valentina D'Amico (Italia)
- Vomero Travel di Guido Lombardi (Italia)
- Fate la storia senza di me di Mirko Capozzoli (Italia)
- È stato morto un ragazzo di Filippo Vendemmiati (Italia)

## Retrospettive

### La commedia italiana – Lo stato delle cose (1937-1988)
Curata da Marco Giusti, Domenico Monetti e Luca Pallanch e co-prodotta dal Centro Sperimentale di Cinematografia e la Cineteca Nazionale, presenta 26 film.
- Allegri masnadieri di Marco Elter (1937) – versione restaurata dalla Fondazione Cineteca Italiana
- Imputato, alzatevi! di Mario Mattoli (1939)
- Non ti pago! di Carlo Ludovico Bragaglia (1942)
- Tutta la città canta di Riccardo Freda (1945)
- È arrivato il cavaliere di Steno e Mario Monicelli (1950)
- Botta e risposta di Mario Soldati (1950)
- Guardie e ladri di Steno e Mario Monicelli (1951)
- Un giorno in pretura di Steno (1953)
- Lo scapolo di Antonio Pietrangeli (1955)
- L'onorata società di Riccardo Pazzaglia (1961)
- Il mantenuto di Ugo Tognazzi (1961)
- Le quattro verità di Alessandro Blasetti, Hervé Bromberger, René Clair e Luis García Berlanga (1962)
- Le pillole di Ercole di Luciano Salce (1962)
- I cuori infranti di Gianni Puccini e Vittorio Caprioli (1963)
- Il giovedì di Dino Risi (1964)
- Lo scatenato di Franco Indovina (1967)
- Io non spezzo... rompo di Bruno Corbucci (1971)
- Il domestico di Luigi Filippo D'Amico (1974)
- Febbre da cavallo di Steno (1976)
- Casotto di Sergio Citti (1977)
- Fracchia la belva umana di Neri Parenti (1981)
- Eccezzziunale... veramente di Carlo Vanzina (1982)
- Vacanze di Natale di Carlo Vanzina (1983)
- Il ragazzo di campagna di Castellano e Pipolo (1984)
- Il commissario Lo Gatto di Dino Risi (1987)
- Compagni di scuola di Carlo Verdone (1988)

## I premi

### Premi principali
- Leone d'oro
  - Leone d'oro al miglior film: a Somewhere di Sofia Coppola
  - Leone d'oro alla carriera: a John Woo
  - Leone d'oro per l'insieme dell'opera: a Monte Hellman per Road to Nowhere
- Leone d'argento
  - Gran premio della giuria: Essential Killing di Jerzy Skolimowski
  - Premio speciale per la regia: a Álex de la Iglesia per Ballata dell'odio e dell'amore (Balada triste de trompeta)
- Coppa Volpi
  - Coppa Volpi per la miglior interpretazione maschile: Vincent Gallo per Essential Killing
  - Coppa Volpi per la miglior interpretazione femminile: Ariane Labed per Attenberg
- Premio Osella
  - Premio Osella per la migliore sceneggiatura: Álex de la Iglesia per Ballata dell'odio e dell'amore (Balada triste de trompeta)
  - Premio Osella per il migliore contributo tecnico: Michail Kričman per Silent Souls di Aleksei Fedorčenko
- Premio Marcello Mastroianni, ad un attore o attrice emergente: Mila Kunis per Il cigno nero (Black Swan)

### Orizzonti
- Premio Orizzonti: Verano de Goliat di Nicolás Pereda
- Premio speciale della giuria: The Forgotten Space di Nöel Burch e Allan Sekula
- Premio Orizzonti Cortometraggio: Coming Attractions di Peter Tscherkassky
- Premio Orizzonti Mediometraggio: Tse (Out) di Roee Rosen, una menzione speciale Jean Gentil di Laura Amelia Guzmán e Israel Cárdenas

### Controcampo
- Premio Controcampo italiano: 20 sigarette di Aureliano Amadei
- Premio Controcampo italiano - Menzione Speciale: Vinicio Marchioni per 20 sigarette

### Premio Venezia Opera prima "Luigi De Laurentiis"
- Cogunluk di Seren Yüce

### Premi collaterali
- Premio FIPRESCI:
  - Miglior film Venezia 67 a Silent Souls di Aleksei Fedorchenko
  - Miglior film Orizzonti e Settimana Internazionale della Critica a El Sicario - Room 164 di Gianfranco Rosi
- Premio SIGNIS: a Meek’s Cutoff di Kelly Reichardt, menzione speciale a Silent Souls di Aleksei Fedorchenko
- Premio Settimana Internazionale della Critica "Regione del Veneto per il cinema di qualità": a Beyond di Pernilla August
- Premio Francesco Pasinetti (SNGCI): a 20 sigarette di Aureliano Amadei
  - Migliore attrice protagonista: Alba Rohrwacher
- Premio CICAE: a La belle endormie di Catherine Breillat
- Premio Label Europa Cinemas - Giornate degli Autori: a Le Bruit des Glaçons di Bertrand Blier, menzione speciale a La donna che canta (Incendies) di Denis Villeneuve
- Premio Leoncino d'Oro Agiscuola: a La versione di Barney (Barney's Version) di Richard J. Lewis
  - Segnalazione Cinema for UNICEF: a Miral di Julian Schnabel
- Premio La Navicella – Venezia Cinema: a The Ditch di Wang Bing
- Premio C.I.C.T. UNESCO Enrico Fulchignoni: a Miral di Julian Schnabel
- Premio Christopher D. Smithers Foundation: a Beyond di Pernilla August
- Biografilm Lancia Award:
  - Joaquin Phoenix - Io sono qui! (I'm Still Here) di Casey Affleck
  - A Letter to Elia di Martin Scorsese e Kent Jones
  - Prezit svuj zivot (Surviving Life) di Jan Švankmajer
  - 20 sigarette di Aureliano Amadei
  - La donna che canta (Incendies) di Denis Villeneuve
  - El Sicario - Room 164 di Gianfranco Rosi
- Premio Nazareno Taddei: a Silent Souls di Aleksei Fedorchenko
- Premio CinemAvvenire: a Essential Killing di Jerzy Skolimowski
  - CinemAvvenire - Il cerchio non è rotondo: a Cirkus Columbia di Danis Tanović
- Premio Pari Opportunità: a Venere nera (Venus Noire) di Abdellatif Kechiche
  - Premio Città di Roma - Arcobaleno: a Passione di John Turturro
- Premio Future Film Festival Digital Award: a Detective Dee and the Misytery of Phantom Flame di Tsui Hark, menzione speciale a Zebraman 2: Attack on Zebra City e 13 Assassins di Miike Takashi
- Premio Brian: a I baci mai dati di Roberta Torre
- Premio Queer Lion: a En el futuro di Mauro Andrizzi
- Premio Lanterna Magica CGS: a L'amore buio di Antonio Capuano
- Premio FEDIC: a L'amore buio di Antonio Capuano, menzione speciale a Hai paura del buio di Massimo Coppola
- Premio Arca CinemaGiovani:
  - Miglior film Venezia 67 a Ballata dell'odio e dell'amore (Balada triste de trompeta) di Álex de la Iglesia
  - Miglior film italiano a 20 sigarette di Aureliano Amadei
  - Premio speciale Roberto Bognanno a Potiche - La bella statuina (Potiche) di François Ozon
- Premio Lina Mangiacapre: a Attenberg di Athina Rachel Tsangari, menzione speciale a The Accordion di Jafar Panahi
- Premio AIF Forfilmfest: a L'amore buio di Antonio Capuano
- Premio Gianni Astrei pro life: a L'amore buio di Antonio Capuano
- Premio UK - Italy Creative Industries Award – Best Innovative Budget: a Tajabone di Salvatore Mereu
- Premio Fondazione Mimmo Rotella: a La pecora nera di Ascanio Celestini
- Premio Selezione Cinema.Doc:
  - Premio Selezione Cinema.Doc Venezia a El sicario room 164 di Gianfranco Rosi
  - Premio Selezione Cinema.Doc Autori a Il sangue verde di Andrea Segre
- Premio Città di Venezia: a Pumzi di Wanuri Kahiu
- Mouse d'Oro 2010: a Silent Souls di Aleksei Fedorchenko
- Mouse d'Argento 2010: a La donna che canta (Incendies) di Denis Villeneuve
- Premio Persol 3-D: Avatar di James Cameron e Dragon Trainer (How to Train Your Dragon) di Chris Sanders e Dean Deblois
- Premio Jaeger-LeCoultre Glory to the Filmmaker: a Mani Ratnam
- Premio l'Oréal Paris per il cinema: a Vittoria Puccini